# سوپرمارکت رو
رِوِ یا سوپرمارکت رِوِ (به آلمانی: REWE و تلفظ آلمانی: [ˈʁeːvə]) یک سوپر مارکت زنجیره‌ای در آلمان است که دفتر مرکزی آن در شهر کلن واقع شده‌است.
این فروشگاه زنجیره‌ای با ۳۳۰۰ شعبه در سراسر آلمان پس از ادکا بزرگ‌ترین فروشگاه مواد غذایی آلمان به‌شمار می‌رود.
این فروشگاه زنجیره‌ای در فصل ۲۰۲۰–۲۰۲۱ بوندسلیگا حامی مالی باشگاه فوتبال کلن بود.